# ستارجيرل في هوليوود
ستارجيرل في هوليوود (بالإنجليزية: Hollywood Stargirl)‏ هو فيلم درامي رومانسي أمريكي لعام 2022، من إخراج جوليا هارت، ومن سيناريو جوردن هوروويتز، هو تكملة لفيلم ستارجيرل لعام 2020، تم عرضه لأول مرة في 23 مايو 2022. وتم إصداره على ديزني+ في 3 يونيو 2022.

## روابط خارجية
- ستارجيرل في هوليوود على موقع IMDb (الإنجليزية)
- ستارجيرل في هوليوود على موقع قاعدة بيانات الفيلم (الإنجليزية)
- ستارجيرل في هوليوود على موقع ليتربوكسد (الإنجليزية)